# Crioterapia
Crioterapia, también conocida como terapia de frío, es el uso local o general de temperaturas bajas en terapia médica. La crioterapia puede ser usada para tratar una variedad de lesiones de tejidos. El uso más prominente del término se refiere al tratamiento quirúrgico, específicamente conocido como criocirugía o crioablación el cual usa la aplicación de temperaturas extremadamente bajas para destruir tejido anormal o enfermo generalmente para tratar condiciones de la piel.
La crioterapia es también utilizada para aliviar dolores musculares, esguinces e inflamación después de daños a tejido blando o cirugías. Pueda incluir una gama de tratamientos desde la aplicación de compresas fría o inmersión en baños de hielo (generalmente conocidos como terapia fría), hasta el uso de cuartos fríos.
Mientras que la crioterapia es ampliamente utilizada, hay poca evidencia acerca de su eficacia que haya sido replicada o mostrada en estudios controlados a gran escala. Tampoco han sido estudiados sus efectos secundarios de largo de plazo.
El término crioterapia proviene del griego, κρύο(ς)/kryo(s),frío y θεραπεία, terapia en el sentido de curación.

## Criocirugía

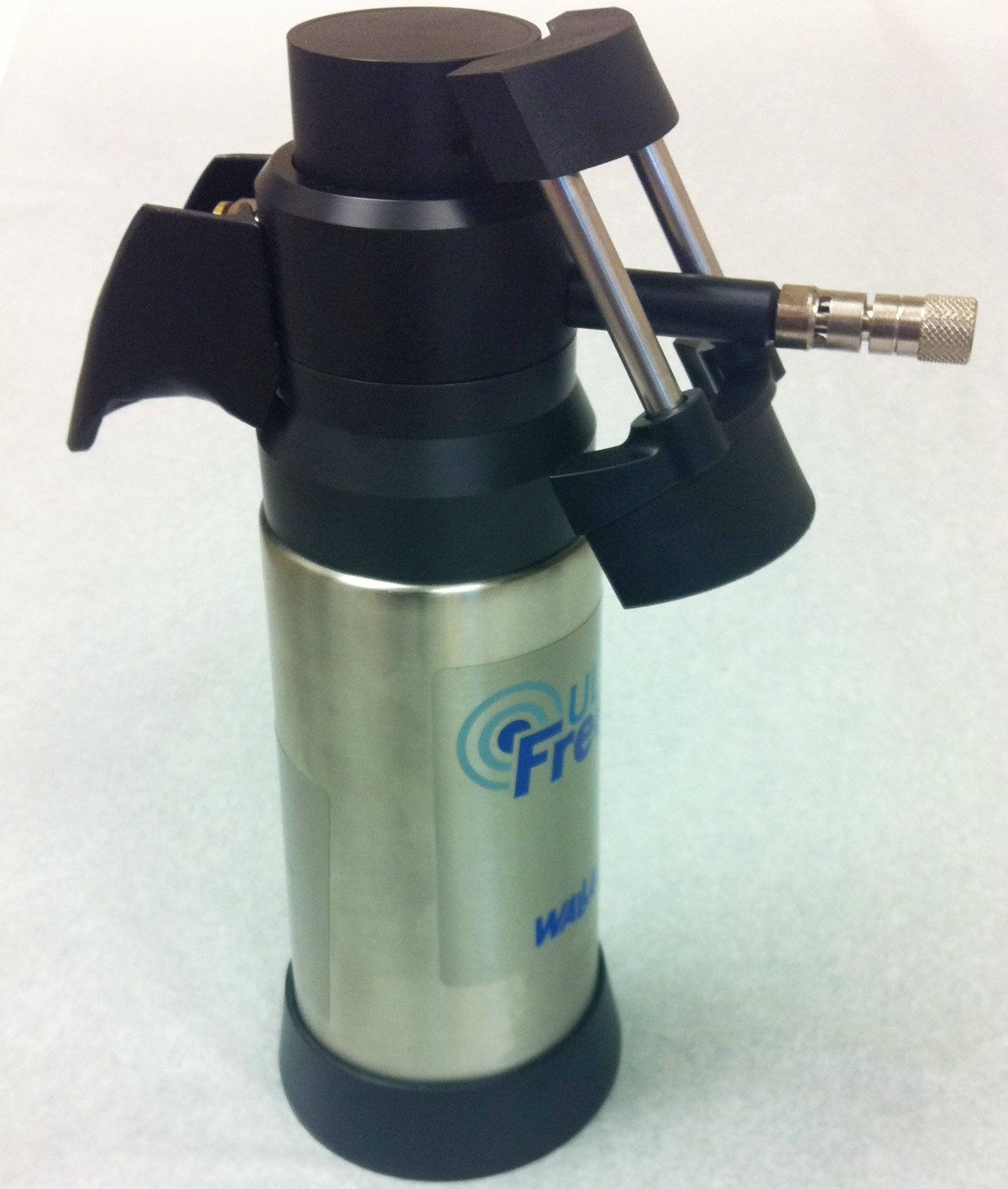
"Cryogun" utilizado para rociar el nitrógeno líquido

La criocirugía es la aplicación de frío extremo para destruir tejido anormal o enfermo Mediante la aplicación de líquido ultra-frío causando daños en el tejido tratado debido a la formación de hielo intracelular. El grado de daño depende de la temperatura mínima conseguida y el índice de enfriamiento.
El término proviene de las palabras griegas cryo (κρύο)("frio") y cirugía (cheirourgiki – χειρουργική) que significa "mano de obra" o "trabajo manual".
La criocirugía se ha utilizado históricamente para tratar a un número de enfermedades y trastornos, especialmente una variedad de afecciones cutáneas benignas y malignas como verrugas, lunares y keratosis. El procedimiento es utilizado a menudo al ser considerado relativamente fácil y de bajo riesgo. En caso de sospecharse una lesión cancerosa, se considera más apropiado realizar una escisión.

## Terapia de compresas frías

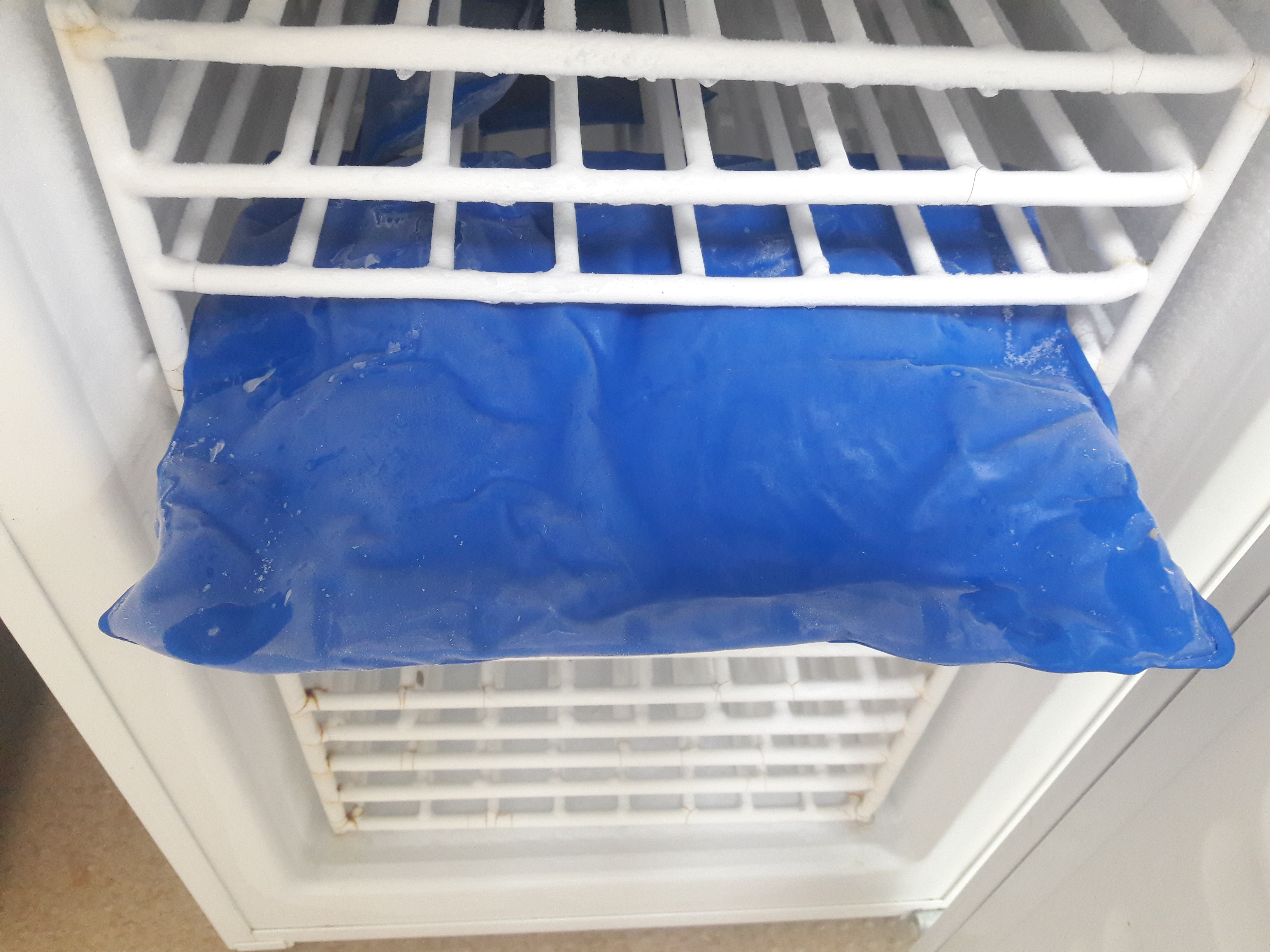
Compresas Frías

La terapia de compresas o paquetes fríos es un tratamiento de temperaturas frías dirigidas a un área lesionada en el cuerpo. Aunque la terapia es extensamente utilizada, y está generalmente aceptado que alivia síntomas, estudios han producido resultados conflictivos acerca de su eficacia.
En esta terapia una compresa o paquete frío es colocado sobre un área lesionada con la intención de absorber el calor de una herida traumática cerrada o una herida edematosa utilizando conducción para transferir energía térmica. Los efectos fisiológicos de la aplicación de frío incluyen vasoconstricción inmediata con vasodilatación reflexiva, disminución del metabolismo local y la actividad enzimática, así como disminución de la demanda de oxígeno. El frío disminuye la actividad muscular y ralentiza la velocidad de transmisión nerviosa, por lo cual es usado a menudo para disminuir la espasticidad y resguardar los músculos. Se usa comúnmente para aliviar el dolor de lesiones menores, así como para disminuir el dolor muscular. El uso de paquetes fríos en tratamientos disminuye el flujo sanguíneo más rápidamente al inicio del periodo de enfriamiento como resultado de la vasoconstricción y el reflejo inicial de la actividad simpática.
El frío no es generalmente utilizado previo a la rehabilitación o alto rendimiento debido a sus efectos adversos conocidos, como la disminución del reflejo osteotendinoso y la producción de fuerza, así como una disminución en el equilibrio inmediatamente posterior a la aplicación de los paquetes fríos con duración de 20 minutos. Aun así, si la terapia de paquetes fríos es aplicada por periodos menores a 10 minutos, se puede obtener un rendimiento sin efectos detrimentales. Si el paquete frío es retirado en ese tiempo, los atletas pueden ser enviados de regreso al entrenamiento o competencia sin disminución en su rendimiento.

## Anestésicos de spray frío
Adicionalmente a su uso en criocirugía, varios tipos de aerosoles de spay frío son utilizados para alivio del dolor a corto plazo. Latas comunes de spray conteniendo tetrafluoroetano, éter dimetílico, o sustancias similares son utilizadas para entumecer la piel previamente o incluso en lugar de la aplicación de inyecciones de anestésicos locales y con anterioridad a otras agujas, incisiones pequeñas, suturas, y actividades similares. Otros productos que contienen cloroetano son usados para aliviar lesiones deportivas de forma similar a la terapia de compresas frías.

## Crioterapia de cuerpo entero

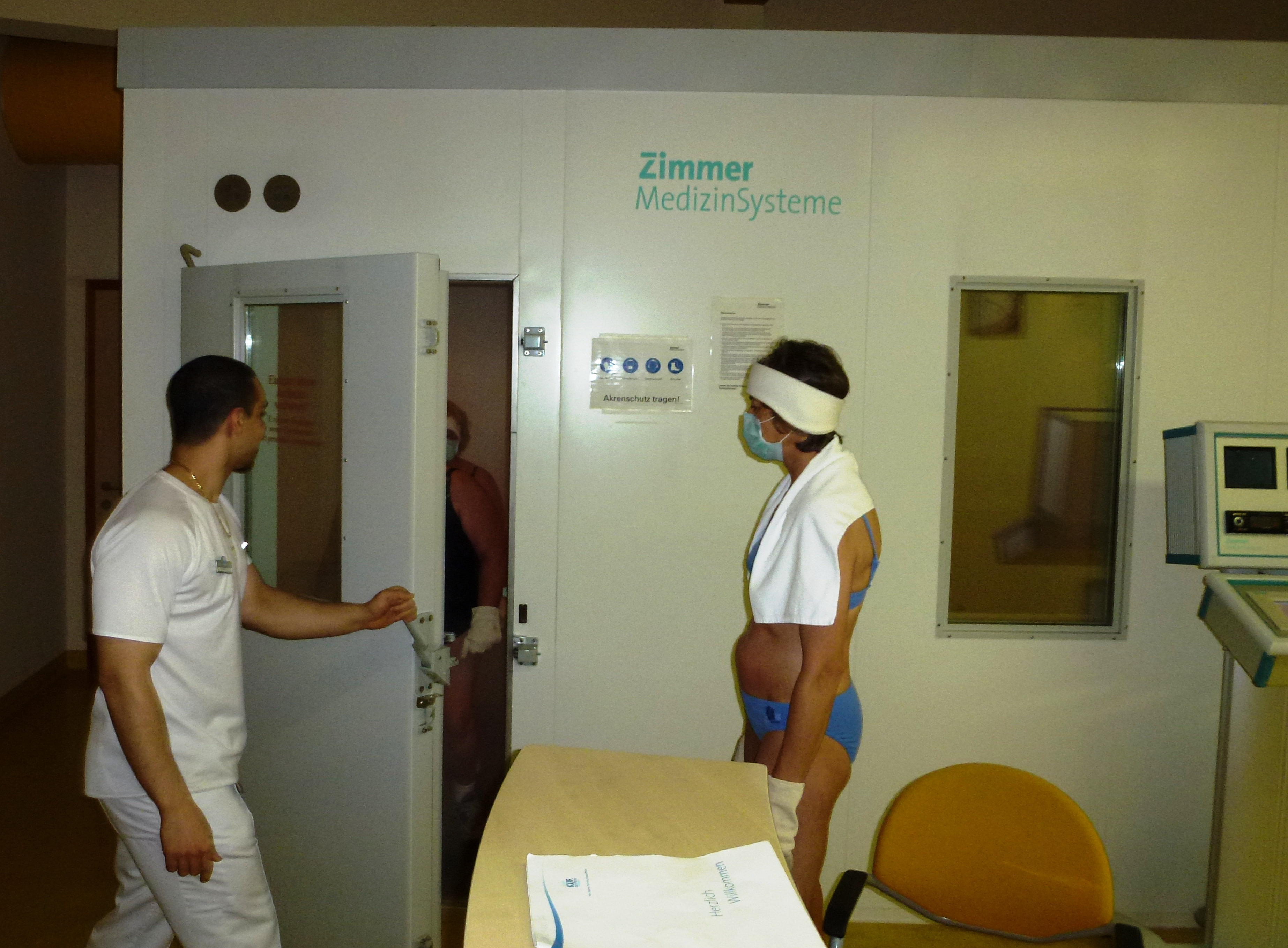
Pacientes de crioterapia durante la preparación de un tratamiento de c. 3 minutos

No está claro si la crioterapia de cuerpo entero (WBC por sus siglas en inglés) tiene algún efecto sobre el dolor muscular o si mejora la recuperación después de ejercitarse. Adicionalmente no hay pruebas de que la crioterapia de cuerpo entero trate eficazmente enfermedades o trastornos como el alzheimer, la fibromialgia, las migrañas, la artritis reumatoide, la esclerosis múltiple, el estrés, la ansiedad o el dolor crónico como sus proponentes aducen.
Este tratamiento implica exponer al individuo a aire seco extremadamente frío (por debajo de −100 °C) durante dos a cuatro minutos. Para lograr las temperaturas bajo cero requeridas para la WBC, normalmente se utilizan dos métodos:evaporación de nitrógeno líquido y aire frío refrigerado. Durante estas exposiciones, los individuos usan vestimenta mínima, que generalmente consiste en pantalones cortos para hombres y pantalones cortos y un top para mujeres. Guantes, una cinta de lana para cubrir las orejas y una máscara para nariz y boca, adicionalmente a zapatos y calcetines secos, son comúnmente usados para reducir el riesgo de lesiones causadas por el frío. La primera cámara de WBC se construyó en Japón a fines de la década de 1970, pero la WBC no se introdujo en Europa hasta la década de 1980, y se ha utilizado en los Estados Unidos y Australia durante la última década.

### Efectos adversos
Revisiones de la crioterapia de cuerpo entero han hecho notar la necesidad de estudios de investigación para implementar una supervisión activa de eventos adversos, los cuales se sospecha no son reportados en su totalidad. Si las temperaturas frías son producidas por evaporación de nitrógeno líquido, existe además el riesgo de asfixia por gas inerte así como de congelamiento.

### Cuerpo parcial
También existen dispositivos de crioterápia de cuerpo parcial (PBC por sus siglas en inglés). Al igual que en el caso de WBC si las temperaturas frías son producidas por evaporación de nitrógeno líquido, existe además el riesgo de asfixia por gas inerte así como de congelamiento.